# Рутка (посёлок)
Рутка (горномар. Рӹде) — посёлок в Килемарском районе Республики Марий Эл. Входит в состав Кумьинского сельского поселения.

## География
Находится в западной части республики Марий Эл на расстоянии приблизительно 16 км по прямой на юго-запад от районного центра посёлка Килемары.

## История
Образован в 1928 году в связи с началом работы лесопильной установки Лесдревхимсоюза. Проживало преимущественно русское население. В 1932 году организован промколхоз «Турбина», в посёлке проживал 151 человек. В 1936 году артели «Мари» принадлежал лесозавод, артели «Комсомолец» — лесопильное предприятие. 1944 году в посёлок начали прибывать спецпереселенцы — немцы Поволжья, крымские татары. В 1957 году в посёлке проживали 934 человека, в 1958 году здесь числилось 307 домов. В 1967 году в посёлке было 239 жителей. В 1970 году насчитывалось 95 хозяйств. Действующих предприятий и учреждений в посёлке нет.

## Население
Население составляло 89 человек (русские 91 %) в 2002 году, 58 в 2010.